# Эфимерте

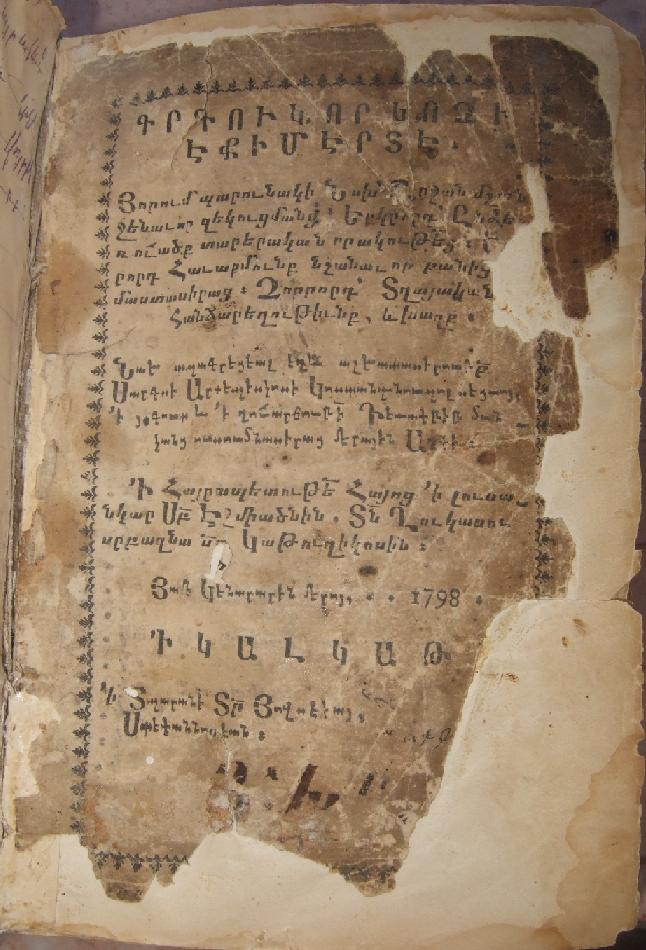
Заглавная страница «Эфимерты». Издание 1798 года, Калькутта

«Эфимерте» (арм. Էփիմերտե), также «Епремверди» или «Абумерден», — средневековый армянский сборник, содержащий календарные сочинения, прогнозы погоды по народным приметам, толкования сновидений, гадания и предсказания разного характера.

## История возникновения
Названия восходит к др.-греч. ἐφημερίς = ежедневник. Изначально так назывались дневники военно-политических деятелей античности (напр. известна эфимерида Александра Македонского). В дальнейшем так стали называть календарные и астрономические таблицы. Подобные книги начали распространяться среди армян примерно с XIII века. К собственно календарным текстам были добавлены разные предсказания, рецепты народного врачевания, методы гаданий по картам, сонники, и т. д.. Дошедшие до нас армянские варианты сложились в XVII веке.

## Распространение
В середине XVIII века публикациями существующих тогда «Эфиметр» занялась конгрегация Мхитаристов Венеции.
Первые издания вышли в свет в 1748 и 1752 годах. Книга изначально имела большой спрос среди армянской интеллигенции, и в 1772 году была снова переиздана в
Венеции. К концу столетия вышли публикации в Астрахани (1797 год) и Калькутте (1798 год). К XIX веку начала терять своё значение как научной книги и стала пособием для знахарей и гадалок. В народе название часто исковеркалось, книга именовалась например «Епремверди» (это название было особенно популярно в Карабахе) или «Абумерден» (в Себастии).